# Nannette Streicher
Nannette Streicher (nata Anna-Maria Stein; Augusta, 2 gennaio 1769 – Vienna, 16 gennaio 1833) è stata una compositrice, scrittrice e costruttrice di pianoforti tedesca.

## Biografia
Nannette fu la sesta figlia del costruttore di pianoforti e di organi Johann Andreas Stein di Augusta (1728–1792) – il fondatore di una dinastia importante di costruttori di fortepiani. Intorno al 1790 assunse la gestione della ditta di suo padre. Nel 1793 Nannette sposò il musicista Johann Andreas Streicher (1761–1833) e nel 1794 si spostó con lui a Vienna. Inizialmente ebbero col fratello Matthias Andreas Stein (1776-1842) una societá con nome commerciale Geschwister Stein (fratelli Stein). Nell'autunno del 1802 i fratelli si separarono e Nannette costruì a Vienna i suoi strumenti “Nannette Streicher née Stein”. Nannette fu una cara amica di Ludwig van Beethoven, e il compositore possedette anche uno dei loro strumenti. La società continuò dopo la morte di Nannette sotto la guida del figlio Johann Baptist Streicher e dopo la sua morte nel 1871, sotto la guida di suo figlio Emil.

## Registrazioni
- Jan Vermeulen. Franz Schubert. Works for fortepiano. Volume 1. Nannette Streicher, fortepiano.